# Хатуев, Мансур Муслимович
Мансур Муслимович Хатуев (род. 22 сентября 1995, в городе Грозный) — российский боец смешанных боевых искусств. Выступает в Лиге АСА - претендент на титул в наилегчайшей весовой категории. Профессиональный рекорд ММА 9-3.

## Биография
Родился в 1995 году в городе Грозный.
В 2018 году закончил Саратовскую государственную юридическую академию (СГЮА).
В данный момент учится в чеченском государственном педагогическом университете.

## Спортивная карьера
В 6 лет начал заниматься по боксу у заслуженного тренера России Бацагова Шамиля. Тренировался у него до 14 лет, выиграл республиканские турниры, турниры ДЮСШ и серебро на всероссийском турнире.

После сделал перерыв по состоянии здоровья.
В 17 лет начал тренироваться у главного тренера ЧР по ММА (на данный момент) Тарамова Бай-Али. Под его руководством Мансур раскрылся и стал выигрывать чемпионаты Республики по разным видам, а также СКФО и три года подряд становился серебряным призером Чемпионата России, и только с четвертого раза выиграл Чемпионат России в 2019 году, в том же году выиграл СКФО и Кубок России.
Профессиональную карьеру начал в 2015 году, где в главном бою одержал победу над Тимуром Байбековым, далее была одержана победа над Адамом Сайтамуловым, после на турнире WFCA: Road to WFCA был повержен Абубакар Гаджиев, и следом Аюб Кадыров, и в главном бою турнира Руслан Абдулаев.
После этих побед был замечен руководством ACB, который дал шанс показать себя на Berkut Fighting Championship 2017, где в главном бою встретился с опытным бойцом Нареком Авагяном, единогласным решением победу одержал Мансур, а этот бой был признан «боем вечера».

После этой победы Мансур был подписан сразу в основную лигу АСА.

В декабре 2017 года был повержен Майкон Силван на турнире ACA 77, а в 2019 году на турнире ACA 91 - Мигель Фелипиньо, бой получил бонус «бой вечера».
В 2020 году Мансур Хатуев подрался за титул с Азаматом Керефовым, где проиграл единогласным решением. В том же году на турнире ACA 111 подрался с Азамом Гафоровым, где проиграл большинством судейских голосов, этот бой был признан «боем вечера», а позже и вовсе был признан «Боем 2020 года».
В феврале 2021 года была одержена победа над опытным бойцом Михаилом Погодиным.

## Таблица выступлений
| Результат | Соперник         | Дата       |  |
| Поражение | Чарльз Энрике    | 2021-10-4  |  |
| Победа    | Михаил Погодин   | 2021-02-26 |  |
| Поражение | Азам Гафоров     | 2020-09-19 |  |
| Поражение | Азамат Керефов   | 2020-02-21 |  |
| Победа    | Мигель Фелипиньо | 2019-01-26 |  |
| Победа    | Майкон Сильван   | 2017-12-23 |  |
| Победа    | Нарек Авагян     | 2017-08-12 |  |
| Победа    | Руслан Абдулаев  | 2017-01-08 |  |
| Победа    | Аюб Кадыров      | 2016-10-30 |  |
| Победа    | Абубакар Гаджиев | 2016-08-27 |  |
| Победа    | Адам Сайтамулов  | 2016-08-17 |  |
| Победа    | Тимур Байбеков   | 2015-10-15 |  |

## Титулы и достижения
- Обладатель Кубка Мира по Сейф-комбат 2015 год
- Финалист Кубка Мира по ориентал-комбат 2015 год
- Выиграл Чемпионат России по Комплексному  Единоборству 2019 год[4]
- Обладатель Кубка России по Комплексному Единоборству 2019 год
- Финалист Чемпионата России по ушу-саньда 2014 год[5]
- Финалист Чемпионата России по кунг-фу 2012 год
- Финалист Чемпионата России по кунг-фу 2013 год
- Победитель Кубка Саратовской области по рукопашному бою 2017 год
- Победитель Кубка Саратовской области по  панкратиону 2017 год
- Призер Международного турнира по Комплексному Единоборству 2019 год
- Победитель Международного турнира по ММА 2015 год
- Победитель Всероссийского турнира по Унифайту 2018 год
- Победитель Чемпионата СКФО по ушу-саньда 2014 год
- Победитель Чемпионата СКФО по Комплексному Единоборству 2019, 2020 года
- Финалист Чемпионата СКФО по Панкратиону 2019 год
- Призер Чемпионата СКФО ПО ММА - Союз ММА России 2017 год[6]
- Призер Чемпионата СКФО по Рукопашному бою 2014 год
- Финалист Всероссийского турнира по боксу 2007 год
- Финалист Всероссийского турнира по ММА 2014 год
- Победитель Суперсхватки по BJJ 2018 год
- 6х-кратный Чемпион Республики по ушу-саньда.
- Многократный чемпион Чеченской Республики  по ММА, рукопашному бою, Кикбоксингу и боевому самбо.